# Му Сули (спортсменка)
Му Сули (穆素丽, 7 января 1983 г.) — китайская спортсменка, участвовавшая в соревнованиях по гребле. Вместе с командой заняла четвёртое место на чемпионате мира по гребле 2006 года.На Олимпийских играх 2004 года она заняла 13-е место в одиночной гребле.
Му родилась в уезде Фугоу округа Чжоукоу провинции Хэнань. В этом округе водные виды спорта были популярны; например, Чжилэй Чжан, впоследствии ставший временным чемпионом мира по боксу в тяжёлом весе по версии WBO, родился в том же году в уезде Шэньцю того же округа и тоже занимался греблей на каноэ до 1998 года [значимость факта?].